# Pascal Comelade
Pascal Comelade (Montpellier, 1955) es un músico francés.

## Biografía
Nacido el 1955 en Montpellier, en la región de Languedoc-Rosellón, Francia.
Su madre, Eliana Thibaut i Comalada (1928-2021), era cocinera y autora de varios libros sobre cocina, especialmente cocina (medieval) catalana. Su padre, Pere Comelade, fue psiquiatra.
De 1974 a 1978 vivió en Barcelona, en casa de Lluís Llach. Conoció, entre otros a, María del Mar Bonet, Francesc Pi de la Serra y Toti Soler, e hizo amistad con Ovidi Montllor y Víctor Nubla (músico experimental, miembro de Macromassa). En 1983 fundó la Bel canto Orquestra con Cathy Claret y Pierre Bastien.
Tras unos años en Montpellier volvió otra temporada a Barcelona, concretamente al barrio de Gracia de Barcelona donde entró en contacto con una cierta bohemia, representada principalmente por el poeta Enric Casasses, con quien continúa colaborando, o el dibujante Max.
Es miembro de la Academia del Cinema Català.
Actualmente vive en Céret.

## Música
Pascal Comelade es un músico difícil de definir. Es compositor y multiinstrumentista. Sus obras son a menudo muy cortas, de 2 o 3 minutos, y casi siempre instrumentales. De él se ha llegado a decir que es un rocker ultra minimalista o un clásico post moderno. Hace música de vanguardia sin olvidar las raíces.
Disfruta de un gran reconocimiento en Francia y en Japón. Se han editado recopilatorios especialmente para este último país, e incluso existe una banda japonesa, denominada Pascals que han editado dos discos, Pascal Comelade presents Pascals y Abiento. El primero es de versiones del músico catalán y el segundo incluye, además de dos versiones de él, varias composiciones propias y un par de adaptaciones de otros músicos.
Ha actuado por toda Europa y Japón.
Ha colaborado con infinidad de músicos. Como ejemplo, a nivel catalán con Toti Soler y Gerard Jacquet y a nivel internacional con PJ Harvey, Robert Wyatt, Richard Pinhas y Cathy Claret, que incluyó un título de Comelade en su disco "cathy claret" delabel/virgin. Hace tiempo que afirma que hará un disco con la cantante británica PJ Harvey. Colaboró con Jaume Sisa en la composición del álbum Visca la llibertat, y musicó el poema Bueno del dúo Accidents Polipoètics. 
Ha hecho varias bandas sonoras, especialmente para filmes franceses, y música para danza y teatro. Por ejemplo para los espectáculos Zumzum-ka y  Psitt!!, Psitt!! de la compañía de Cesc Gelabert y para la adaptación teatral de La plaça del diamant hecha por Joan Ollé.

## Versiones
Una de las constantes en sus álbumes es el hecho de adaptar melodías de otros a su estilo. Hasta tiene un álbum entero dedicado, Danses et Chants de Syldavie, con, por ejemplo, Honky Tonk Women de los Rolling Stones, Brand New Cadillac de Vince Taylor, Egyptian Reggae, The Third Man Theme, Mexican Theme from Rio Bravo, Amapola, The Godfather Waltz, Bésame mucho o The Midnight Special.
También ha adaptado música tradicional catalana, como en los álbumes 
Música Pop - Dances de Catalunya Nord y los dos volúmenes de Pop Songs del Rosselló, con Gerard Jacquet. Aparte, no es extraño  encontrar sardanas en sus discos, como L'espinosa ètica de la santa espina, de la Santa Espina de Enric Morera, o la Sardana dels desemparats.
Ha versionado también varios himnos revolucionarios, como A las barricadas, Hijos del pueblo, Pozo Mª Luísa o La bella Ciao.

## La Bel Canto Orquesta
Al parecer, el hecho de oír Music for Amplified Toy Pianos, de John Cage, lo afectó bastante y decidió explorar este camino.
Para mucha gente, Pascal Comelade es "aquel músico loco que toca con instrumentos de juguete". Aun así, en realidad lo que hace es, por un lado, usar juguetes como instrumentos, y por otro tocar pianos schoenhut y guitarras reducidos, no realmente juguetes.
La Bel Canto Orquesta es la orquesta con la que suele tocar estas (y otras) composiciones en directo. Las grabaciones las suele hacer a solas o acompañado por (unos pocos) músicos diferentes en cada tema.
Sus integrantes son:
- Pascal Comelade - Pianos
- Gérard Meloux - Cuerdas
- Pep Pascual - Instrumentos varios
- Roger Fortea - Bajo
- Oriol Luna - Batería
- Ivan Telefunkez - Guitarras, instrumentos varios
- Enric Casasses - Triángulo

## Discografía
Pascal Comelade es capaz de publicar dos o tres discos por año, de forma que es difícil de seguir su discografía. Además, a menudo hace ediciones diferentes en España y Francia, y ediciones especiales para, por ejemplo, Japón.
Según él sus discos pertenecen a dos series diferenciadas, una mayor y otra menor. En la mayor habría discos de larga duración tipo El Cabaret Galàctic o Cent Regards. En la menor, discos más temáticos y de corta duración, como música pop, un disco de menos de 25 minutos, con versiones personales de danzas tradicionales de Pirineos Orientales. 
Aparte, tiene varias bandas sonoras de películas, como André le Magnific o La Isla del Holandés, música para danza contemporánea, como Zumzum-Ka, y directos como Live in Lisbon and Barcelona ninetynine.
Su última aventura es un cómic y CD realizado con el dibujante MAX: "Lo piano vermell/El piano rojo" que incluye una narración gráfica de Max de 64 páginas a color y un CD inédito de Pascal grabado con la Bel Canto Orquestra durante su gira de 2006 por diversas localidades catalanas. Se han publicado versiones en catalán y castellano.
La siguiente lista no está completa:
- Fluence (1975)
- Paralelo (1980)
- Sentimientos (1982)
- Back tono Schizo (1975-1983)
- Détail Monochrome (1984)
- Cathy Claret(1987) delabel/virgin
- Bel Canto (1986)
- El Primitivismo (1988)
- Impressionismes (1988, para el mercado japonés)
- 33 Bars (1990)
- Cent Regards (1990)
- Ragazzin' the Blues (1991)
- Haikus de Piano (1992)
- Topographie Anecdotique (1992)
- Traffic d'Abstraction (1993)
- Danses et Chants de Syldavie (1994)
- El Cabaret Galàctic (1995)
- Tango del Rosselló (1995)
- Musiques Pour Films v.2 (1996)
- Un Samedi Sur La Terre (1997) (BSO)
- Un Tal Jazz (1997)
- Oblique Sessions (1997) Pierre Bastien, Pascal Comelade, Jac Berrocal & Jaki Liebezeit
- L'Argot du Bruit (1998)
- Zumzum-Ka(1998)
- Live in Lisbon and Barcelona ninetynine (1999)
- Swing Slang Song (1999)
- Oblique Sessions II (2000)
- September Song (2000)
- André le Magnifique (2000) (BSO)
- Pop Songs del Rosselló, con Gerard Jacquet (2000)
- La Isla del Holandés (2001) (BSO)
- Pop Songs del Rosselló 2, con Gerard Jacquet (2001)
- Psicòtic Music'Hall (2002)
- Música Pop - Dances de Catalunya Nord' (2003)
- Logicofobisme del piano en minúscul (2004)
- La filosofia del plat combinat (2004)
- Bar Electric - G3G - (2005)
- Espontex sinfonia (2006)
- La manera més salvatge, con Enric Casasses (2006)
- Stranger in paradigm (2006)
- Espontex Sinfonia - Discmedi  (2006)
- Mètode de Rocanrol (2008)
- Mètode de rocanrol - Discmedi / Because  (2007)
- Lo piano vermell/El piano rojo (2008) Cómic (64 páginas, color) de Max con un CD inédito de Comelade (ediciones en catalán y castellano)
- Compassió pel dimoni (2008)
- La Catedral d'Escuradents  (Discmedi) (2008)
- Friki Serenata  (Discmedi) (2009)
- P.Comelade i Cobla Sant Jordi (Discmedi) (2011)
- El pianista del antifaz (2013)

## Colaboraciones
Desde 1985 acompaña al poeta Enric Casasses.
- Con Robert Wyatt, Vinicio Capossela, Jac Berrocal, Richard Pinhas ("Heldon"),
- David Cunningham ("Flying lizards"), Jaki Liebezeit ("Can"), Jean Hervé Peron ("Faust")...
- "Visca la llibertat" de Jaume Sisa (2002)
- La manera més salvatge - Discmedi - (2006)
- N'ix - Discmedi - (2011)
- Somiatruites (con Albert Pla, 2011)
- Ha realizado 3 canciones desde 1998 con PJ Harvey.
- Arquitectura primera con Ivette Nadal, - Discmedi - (2018)
- Velvet Serenade con Ramón Prats y Lee Ranaldo (2023)

En Cataluña ha colaborado (en discos y conciertos) con Victor Nubla ("Macromassa"), Toti Soler, Pau Riba, La Companya Eléctrica Dharma, Ricardo Solfa, Biel Mesquida, la Cobla Sant Jordi, 
Miquel Gil, Jordi Batiste, Albert Plà, Cabo San Roque, L'Escolania de Montserrat, Lluis Llach, Gerard Quintana, Dolo Beltrán, Amaral, Martirio, Ana Torroja, Kiko Veneno...
También ha colaborado con artistas como Robert Combas, Hervé di Rosa, Max, Willem, Frederic Amat, Zush,
Carlos Pazos, Les Krims, Patrick Loste, Ceesepe, Perejaume...

## Exposiciones
- Exposición "P.Comelade i la seva orquestra d'instruments de joguina" (Museu del Joguet de Figueres,CCCB de Barcelona i itinerant a Catalunya - 2003 / 2004)
- Exposicio "Musique en jouet" - Musée des Arts Décoratifs - Paris - 2009  ("les outils sonoto-luddiques de P.Comelade")

## Premios
- Puig-Porret del periodismo musical en Cataluña (1998)
- Altaveu (1998)
- Aplaudiment Sebastià Gasch dels Arts Parateatrals (1999)
- Ciutat de Barcelona (2006) por la música del balllet "Psitt-Psitt" de Cesc Gelabert